# Gerbillurus paeba
Espèce
Statut de conservation UICN

 LC  : Préoccupation mineure
Gerbillurus paeba ou Gerbillurus (Progerbillurus) paeba est une espèce qui fait partie des rongeurs. C'est une gerbille de la famille des Muridés que l'non rencontre dans le sud de l'Afrique. Elle partage le nom vernaculaire français Gerbille à pieds velus avec une autre espèce.